# توماس أندرادي
توماس أندرادي (بالإسبانية: Tomás Andrade)‏ (16 نوفمبر 1996 في الأرجنتين - ) هو لاعب كرة قدم أرجنتيني في مركز الوسط. شارك مع منتخب الأرجنتين تحت 17 سنة لكرة القدم. أما مع النوادي، فقد لعب مع ريفر بليت ونادي بورنموث.

## وصلات خارجية
- توماس أندرادي على موقع قاعدة بيانات كرة القدم.إي يو (الإنجليزية)
- توماس أندرادي على موقع Soccerbase.com (لاعب) (الإنجليزية)
- توماس أندرادي على موقع Soccerway.com (الإنجليزية)
- توماس أندرادي على موقع عالم كرة القدم.نت (الإنجليزية)